# Asella
Asella   este un oraș  în  partea de centru a  Etiopiei,  în statul  Oromia.